# Vera Molnár
Vera Molnár (Budapeste, 5 de janeiro de 1924 - 7 de dezembro de 2023) foi uma artista húngara que viveu e trabalhou na França. Molnar foi considerada a pioneira da arte computacional e da arte generativa, e também foi uma das primeiras mulheres a usar computadores em sua prática artística.
Nascida na Hungria, estudou estética e história da arte no Budapest College of Fine Arts. Nas décadas de 1940 e 1950, criou pinturas não representativas. Em 1959 ela já estava fazendo imagens combinatórias e em 1968 ela usava um computador para criar seus primeiros desenhos algorítmicos.
Na década de 1960, fundou dois grupos na França preocupados com o uso da tecnologia nas artes: o Groupe de Recherche d'Art Visuel e o Art et Informatique.
Seu trabalho foi amplamente coletado pelos principais museus; em 2007 ela foi nomeada Cavaleira da Ordem das Artes e Letras da França.
Ela foi selecionada como uma das 213 artistas da 59ª Bienal de Veneza em 2022.

## Biografia
Vera Molnár, nascida em 1924 na Hungria, é uma das pioneiras da computação e das artes algorítmicas . Formado como um artista tradicional, Molnár estudou para um diploma em história da arte e estética na Faculdade de Belas Artes de Budapeste. Ela cria imagens combinatórias desde 1959. Em 1968 começou a trabalhar com computadores, onde começou a criar pinturas algorítmicas baseadas em formas geométricas simples e temas geométricos.

## Trabalho
Molnár criou suas primeiras imagens não representativas em 1946. Eram pinturas geométricas abstratas e sistematicamente determinadas. Em 1947 recebeu uma bolsa de artistas para estudar em Roma na Villa Giulia, e pouco depois mudou-se para a França, onde reside atualmente.
Na década de 1960, Molnár co-fundou vários grupos de pesquisa de artistas. O primeiro, em 1960, foi o Groupe de Recherche d'Art Visuel, que investiga abordagens colaborativas da arte mecânica e cinética. O segundo foi Art et Informatique, com foco em arte e computação. Molnar aprendeu as primeiras linguagens de programação, Fortran e Basic, e obteve acesso a um computador em um laboratório de pesquisa em Paris, onde começou a fazer desenhos digitais em uma plotter.

## Legado
Molnár fez parte da exposição de 2010 "On Line: Drawing Through the Twentieth Century" no Museu de Arte Moderna de Nova York. A exposição demonstrou a história do desenho de linhas.
Uma exposição retrospectiva de 2015 chamada "Regaring the Infinite | Drawings 1950-1987" foi realizada na Senior & Shopmaker Gallery em Nova York.

## Prêmios e Homenagens
Em 2005, Molnár recebeu o prêmio DAM Digital Arts Award pelo trabalho de sua vida, que inclui um prêmio de €20.000 e uma exposição catalogada. A exposição de Vera Molnár, (Un)Ordnung. (Dés)Ordre. no Museum Haus Konstruktiv mostra seus primeiros desenhos à mão livre nunca exibidos antes, desde o final dos anos 1960 até a nova instalação no Museum Haus Konstruktiv.
Molnár foi nomeada Cavaleira da Ordem das Artes e Letras da França em 2007 e ganhou o prêmio de mérito excepcional AWARE em 2018.
Molnár é uma dos 213 artistas anunciados como parte da 59ª Bienal de Veneza em 2022. O tema da Bienal de Veneza é "Desafiar a ideia de 'Homens como o centro do universo'".

## Coleções
- Frac Lorraine, França[23]
- Museu de Belas Artes de Houston[24]
- Museu de Arte Moderna, Nova York[25]
- Museu Ritter, Waldenbuch, Alemanha[26]
- Biblioteca e Museu Morgan[27]
- Galeria Nacional de Arte, Washington DC[28]
- Museu Tate, Londres[29]
- Museu Victoria e Albert, Londres[2]